# 243458 Bubulina
243458 Bubulina este un asteroid din centura principală de asteroizi.

## Descriere
243458 Bubulina este un asteroid din centura principală de asteroizi. A fost descoperit pe 31 august 2009 la Skylive de Fabrizio Tozzi și Mauro Graziani. Asteroidul prezintă o orbită caracterizată de o semiaxă mare de 2,38 ua, o excentricitate de 0,28 și o înclinație de 12,5° în raport cu ecliptica.